# Emilio Usiglio
Emilio Usiglio   (Parma, 8 de gener de 1841 - Milà, 7 de juliol de 1910) va ser un compositor i director d'orquestra italià.

## Vida i carrera
Usiglio va estudiar música a Parma, primer amb Giuseppe Barbacini i després amb Giovanni Rossi, abans de continuar els seus estudis a Pisa amb Carlo Romani i a Florència amb Teodulo Mabellini. Als 20 anys va començar la seva carrera operística amb cert èxit amb Mirandolina. Va escriure exclusivament opere bufa, la seva més famosa va ser Le donne curiose de 1879 després de l'obra de Carlo Goldoni.
Com a director d'orquestra, Usiglio va dirigir l'estrena, el 1875, de la nova versió del Mefistofele d'Arrigo Boito a Bolonya, i el 1877 va dirigir l'estrena italiana de Carmen de Georges Bizet a Nàpols i de Hamlet d'Ambroise Thomas a Venècia. El 1889 va dirigir les primeres representacions a Mòdena de Fosca d'Antônio Carlos Gomes.
A causa principalment del seu creixent alcoholisme, Usiglio es va veure obligat a retirar-se com a director el 1897. Va morir a Milà l'any 1910. La seva dona era la soprano Clementina Brusa.

## Obres
Òperes
- La locandiera, llibret de Giuseppe Barilli (Torí, Teatre Vittorio Emanuele, 5 de setembre de 1861)
- Un'eredità in Corsica, llibret de Raffaello Berninzone (Milà, Teatro di Santa Radegonda, 1 de juliol de 1864)
- Le educande di Sorrento o La figlia del generale,, llibret de Raffaello Berninzone (Florència, Teatro Alfieri, 1 de maig de 1868)
- La scommessa, llibret de Benedetto Rado (Florència, Teatre Principe Umberto, 6 de juliol de 1870)
- La secchia rapita, llibret d'Angelo Anelli, escrit en col·laboració amb cinc compositors més (Florència, Teatro Goldoni, 6 d'abril de 1872)
- Le donne curiose, llibret d'it (Madrid, Teatro Real, 11 de febrer de 1879)
- Nozze in prigione, llibret d'Angelo Zanardini (Milà, Teatro Manzoni, 23 de març de 1881)
- La guardia notturna ossia La notte di San Silvestro, llibret de Raffaello Berninzone, no interpretat
- I fratelli di Lara, no interpretat

Ballet
- Atabalipa degli Incas o Pizzarro alla scoperta delle Indie (Florència, Teatro Nazionale, tardó 1866)

Altres obres
- Rimembranze dell'Arno, àlbum vocal dedicat a Giovanni Pacini
- Allora... e adesso,, estornell
- Lamento d'oltre tomba, per a veu i piano
- Su marinar, barcarola per a veu i piano